# Carl Gustaf Armfelt
Carl Gustaf Armfelt, född 28 mars 1866 i Stockholm, död 1952, var en svensk friherre, tjänsteman och författare. 
Han var son till Carl Gustaf Lars Armfelt (1830–1909) och Christine Constance Charlotte (Lotta) Cederbaum (1846–1931) samt från 1909 gift med Marie Cecile Josefa Olympia Hajdukiewicz de Pomian (1869–1957). Armfelt avlade mogenhetsexamen 1889 och blev student vid Lunds universitet 1890. Han avlade kansliexamen 1900. Han var anställd som extra ordinarie tjänsteman i Kommerskollegium 1901. Därefter var han sekreterare vid svensk-norska vicekonsulatet i Cardiff 1902 och vid svensk-norska konsulatet i Riga 1902–1906. Han återvände därefter till Sverige för en tjänst som tjänsteman i Sveriges allmänna exportförening 1907. Han var amanuens vid Kommerskollegium 1911–1914. Han var kabinettskammarherre hos påven 1925. Som jordbrukare drev han från 1909 Kulla herrgård och Oppeby herrgård i Småland. 
Armfelt skrev 1928 ett testamente där han överlät en del föremål och porträtt som tidigare ingått i lösöret på Skogaholms herrgård; föremålen skulle överlämnas till Nordiska museet och Skansen efter båda makarnas död.